# Atletica leggera ai X Giochi panafricani - 1500 metri piani maschili
La specialità dei 1500 metri piani maschili ai X Giochi panafricani si è svolta il 14 2 15 settembre 2011 all'Estádio Nacional do Zimpeto di Maputo.

## Podio
| Oro     | Caleb Ndiku Kenya         |
| Argento | Collins Cheboi Kenya      |
| Bronzo  | Taoufik Makhloufi Algeria |

## Risultati

### Batterie
I primi 2 di ogni gruppo (Q) ed i successivi 2 migliori tempi (q) si qualificano alla finale.
| Class | Gruppo | Nome                  | Nazione            | Tempo   | Note |
| ----- | ------ | --------------------- | ------------------ | ------- | ---- |
| 1     | 1      | Aman Wote             | Etiopia            | 3:47.29 | Q    |
| 2     | 1      | Soresa Fida           | Etiopia            | 3:47.49 | Q    |
| 3     | 1      | Imad Touil            | Algeria            | 3:47.77 | Q    |
| 4     | 1      | Abdalla Abdelgadir    | Sudan              | 3:47.98 | Q    |
| 5     | 1      | Ghyrmay Yowhanes      | Eritrea            | 3:48.90 | Q    |
| 6     | 2      | Caleb Ndiku           | Kenya              | 3:48.92 | Q    |
| 7     | 2      | Taoufik Makhloufi     | Algeria            | 3:48.96 | Q    |
| 8     | 1      | Boaz Lalang           | Kenya              | 3:49.00 | q    |
| 9     | 1      | Cornelius Panga       | Tanzania           | 3:49.01 |      |
| 10    | 2      | Collins Cheboi        | Kenya              | 3:49.10 | Q    |
| 11    | 2      | Dawit Wolde           | Etiopia            | 3:49.22 | Q    |
| 12    | 2      | Anyaleh Souleiman     | Gibuti             | 3:49.27 | Q    |
| 13    | 2      | Osman Yahya           | Sudan              | 3:50.82 |      |
| 14    | 1      | Godfrey Rutayisire    | Ruanda             | 3:51.41 |      |
| 15    | 2      | Bazil John            | Tanzania           | 3:52.44 |      |
| 16    | 2      | Flavio Daniel Seholhi | Mozambico          | 3:53.90 |      |
| 17    | 2      | Kristof Shaanika      | Namibia            | 3:55.51 |      |
| 18    | 1      | Lourenco Antonio      | Angola             | 3:56.34 |      |
| 19    | 2      | Ngouari Mouissi       | Rep. del Congo     | 3:58.60 |      |
| 20    | 2      | Moussa Camara         | Mali               | 3:58.85 |      |
| 21    | 1      | Benjamín Enzema       | Guinea Equatoriale | 4:04.80 |      |
| N.D.  | 1      | Roberto Mandje        | Guinea Equatoriale | dnf     |      |

### Final
| Class   | Atleta             | Nazione  | Tempo   | Note |
| ------- | ------------------ | -------- | ------- | ---- |
| Oro     | Caleb Ndiku        | Kenya    | 3:39.12 |      |
| Argento | Collins Cheboi     | Kenya    | 3:39.72 |      |
| Bronzo  | Taoufik Makhloufi  | Algeria  | 3:39.99 |      |
| 4       | Imad Touil         | Algeria  | 3:40.39 |      |
| 5       | Aman Wote          | Etiopia  | 3:41.04 |      |
| 6       | Anyaleh Souleiman  | Gibuti   | 3:44.77 |      |
| 7       | Soresa Fida        | Etiopia  | 3:45.10 |      |
| 8       | Ghyrmay Yowhanes   | Eritrea  | 3:45.88 |      |
| 9       | Abdalla Abdelgadir | Sudan    | 3:48.13 |      |
| 10      | Cornelius Panga    | Tanzania | 3:48.22 |      |
| N.D.    | Dawit Wolde        | Etiopia  | dnf     |      |
| N.D.    | Boaz Lalang        | Kenya    | dns     |      |